# Bertil Norberg
Nils Olof Bertil Norberg, född 9 september 1911 i Väddö församling i Stockholms län, död 10 januari 1978 i Farsta församling i Stockholm, var en svensk ishockeyspelare.
Bertil Norberg startade sin karriär i Nacka SK där han spelade från 1931 till 1935. Han spelade därefter för AIK mellan 1935 och 1942 och Reymersholms IK 1942-1944. Han blev svensk mästare med AIK 1938. 
Han spelade 11 A-landskamper i ishockey. Han deltog i Olympiska vinterspelen 1936 och i VM 1937.
Bertil Norberg är begravd på Skogskyrkogården i Stockholm.

### Webbkällor
- Svenska Ishockeyförbundet
- Bertil Norberg på Sveriges Olympiska Kommittés webbplats